# Corel VideoStudio
 Corel VideoStudio  (ранее — Ulead VideoStudio) — это программное обеспечение для редактирования видео. Продукт существует только для Microsoft Windows.

## Особенности

### Основы редактирования
Поддерживаются различные форматы для исходных клипов, и полученное видео можно экспортировать в DVD, AVCHD, HD-DVD и AVI. VideoStudio также поддерживает прямую DV- и HDV-запись на диск.

### Переходы
VideoStudio предоставляет несколько категорий видеопереходов, в том числе:
- FX  содержит различные видеоэффекты, такие, как «Burn» и «Fade to black»
- 3D  предоставляет различные эффекты 3D-перехода
- Альбом  является слайд-шоу, похожим на фотоальбом.

### Наложение
Пользователи могут наложить Флэш-анимацию, изображение или текст на видео. Однако число пометок ограничено.

### Другие особенности
Corel VideoStudio можете изменить скорость воспроизведения видео, обратить его вспять, и изменять цветовой тон и насыщенность. Это предоставляет инструменты для кадрирования и разделения видеотреков. Саундтрек можно отделить от видеотрека, позволяя аудио играть в другом темпе, чем видео. Функция Corel VideoStudio «SmartRender» показывает только отредактированные фрагменты видео, так что пользователь может просмотреть отредактированные кадры без создания временных файлов. Эта функция также позволяет выполнять окончательный рендеринг гораздо быстрее.

### Прокси видеофайлов
Video Studio поддерживает редактирование высокой четкости видео. Прокси-файлы — это уменьшенные версии источника видеосигнала, которые остаются для источника в полном разрешении во время редактирования — одно из самых интересных решений для повышения производительности.

### Плагины
Video Studio поддерживает VFX-плагины от провайдеров, как New_Blue_FX.